# 西大瀧站
西大瀧站（日语：／ Nishi-Ōtaki eki */?）是位於長野縣飯山市大字照岡，東日本旅客鐵道（JR東日本）的飯山線車站。

## 歷史
- 1923年（大正12年）12月1日：飯山鐵道 桑名川站至此站之間開通，此站啟用[1]。
- 1925年（大正14年）11月19日：飯山鐵道 此站至森宮野原站之間開通。
- 1944年（昭和19年）6月1日：隨著飯山鐵道國有化，飯山鐵道編入至運輸通信省（後來為日本國有鐵道）飯山線，同時此站停用[3]。
- 1987年（昭和62年）4月1日：伴隨國鐵分割民營化，車站由東日本旅客鐵道（JR東日本）營運。
- 1997年（平成9年）：翻新車站大樓[1]。

## 車站構造
車站是一座地面車站，設有1面1線的單式月台。
此站是由飯山站管理的無人車站。

## 使用狀況
根據「長野縣統計書」資料，以下為乘車人次變化：
- 2009年度 - 13人[2]
- 2010年度 - 10人
- 2011年度 - 7人

## 車站周邊
- 千曲川[1]
- 國道117號（日语：国道117号）
- 西大瀧壩（日语：西大滝ダム）[1]、櫻花廣場

## 巴士路線
飯山市預約型共乘的士　菜之花的士
- 從車站步行250米外，於長野縣道408號線（日语：長野県道408号箕作飯山線）上設有「東電櫻花廣場前」巴士站。
  - 戶狩野澤溫泉站、飯山市政廳、飯山站方向　前往大久保東
  - 每日3往返班次，只於星期一、三、五提供服務。假日、12月29日～1月3日暫停服務。

## 相鄰車站
東日本旅客鐵道（JR東日本）
■飯山線
桑名川－西大瀧－信濃白鳥

## 注腳
1. 1 2 3 4 5 6 7 8 9 10 11  . 週刊朝日百科. 21号 新潟駅・弥彦駅・津南駅ほか. 朝日新聞出版. 2012-12-30: 26 （日语）.
2. 1 2 3  信濃毎日新聞社出版部. . 信濃毎日新聞社. 2011-07-24: 46. ISBN 9784784071647 （日语）.
3. ↑  「運輸通信省告示第249号・第250号」『官報』1944年5月27日（國立國會圖書館數碼化收藏）

## 外部連結
- 車站資訊（西大瀧）：東日本旅客鐵道